# Кеслерово калканче
Кеслеровото калканче (Arnoglossus kessleri) е вид лъчеперка от семейство Bothidae. Обитава пясъчното дъно до 20 m дълбочина.

## Разпространение
Видът е разпространен в Албания, Албания, Алжир, Алжир, Белгия, Белгия, Босна и Херцеговина, България, България, Великобритания, Великобритания, Германия, Германия, Гибралтар, Гибралтар, Грузия (Аджария), Грузия (Аджария), Гърнси, Гърнси, Гърция (Егейски острови и Крит), Гърция (Егейски острови и Крит), Дания, Дания, Джърси, Джърси, Европейска част на Русия, Египет (Синайски полуостров), Израел, Израел, Ирландия, Ирландия, Испания (Канарски острови), Испания (Канарски острови), Италия (Сардиния и Сицилия), Италия (Сардиния и Сицилия), Кипър, Кипър, Либия, Либия, Ливан, Ливан, Малта, Малта, Мароко, Мароко, Монако, Монако, Нидерландия, Нидерландия, Норвегия, Норвегия, Палестина, Португалия (Мадейра), Португалия (Мадейра), Румъния, Румъния, Сирия, Сирия, Словения, Словения, Тунис, Тунис, Турция, Турция, Украйна (Крим), Украйна (Крим), Франция (Корсика), Франция (Корсика), Хърватия, Хърватия, Черна гора, Черна гора, Швеция и Швеция.

## Описание
На дължина достигат до 10 cm. Теглото им достига 4 – 5 g. Малка плоска риба с почти овално тяло. На цвят са кафеникави, понякога с тъмни петна или черни точки.